# Eleccions prefecturals de Tòquio de 1951
Les eleccions prefecturals de Tòquio de 1951 (1951年東京都議会議員選挙, 1951-nen Tōkyō-to Gikai giin senkyo) es van celebrar el 30 d'abril de 1951, dins de les eleccions locals unificades de 1951, per tal d'elegir els 120 membres que conformarien el parlament de Tòquio, l'Assemblea Metropolitana de Tòquio.
La campanya electoral per a les eleccions començà el 3 d'abril. El resultat de les eleccions va dur un triomf de la dreta, amb majoria absoluta del Partit Liberal (PL) i el Partit Democràtic Popular (PDP) com a quarta força. Per la seua banda, l'esquerra va patir una sensible davallada, amb el Partit Socialista del Japó (PSJ) com a tercera força per darrere dels candidats independents i el Partit Comunista del Japó (PCJ) que va millorar lleugerament els seus anteriors resultats; el Partit Socialdemòcrata i el Partit dels Treballadors i els Camperols, els dos escissions del PSJ, no van obtindre representació. Yuriko Motojima, del PSJ, qui havia estat la primera dona membre de l'Assemblea Metropolitana, tornà a ser reelegida. Per altra banda, entre les files del PL també van resultar electes dues dones, donant un total de tres membres femenins en l'assemblea.

## Resultats

### Generals
| Partit       | Partit                               | Vots      | %     | Escons | +/– |  |
| ------------ | ------------------------------------ | --------- | ----- | ------ | --- |  |
|              | Partit Liberal                       | 1.032.021 | 44,6  | 66     | 25  |  |
|              | Candidats independents               | 473.054   | 20,4  | 22     | 7   |  |
|              | Partit Socialista del Japó           | 471.456   | 20,4  | 19     | 19  |  |
|              | Partit Democràtic Popular            | 259.443   | 11,2  | 11     | Nou |  |
|              | Partit Comunista del Japó            | 51.894    | 2,2   | 2      | 1   |  |
|              |                                      |           |       |        |     |  |
|              | Altres partits                       | 19.729    | 0,9   | 0      | 2   |  |
|              | Partit Socialdemòcrata               | 4.489     | 0,2   | 0      | Nou |  |
|              | Partit dels Treballadors i Camperols | 2.350     | 0,1   | 0      | Nou |  |
| Total        | Total                                | 2.314.436 | 100   | 120    | =   |  |
|              |                                      |           |       |        |     |  |
| Vots vàlids  | Vots vàlids                          | n/a       | n/a   |        |     |  |
| Vots nuls    | Vots nuls                            | n/a       | n/a   |        |     |  |
| Participació | Participació                         | n/a       | 65,10 |        |     |  |
| Cens         | Cens                                 | n/a       |       |        |     |  |
| Font:        |                                      |           |       |        |     |  |

### Per circumscripció
| Chiyoda    | PL  | Ind |     |     | Chūō        | PL  | PL  | PSJ |     |
| Minato     | PL  | Ind | PL  | PL  |             |     |     |     |     |
| Shinjuku   | PL  | PSJ | Ind | PL  | Bunkyō      | PDP | PL  | PL  | PDP |
| Shinjuku   | PDP |     |     |     |             |     |     |     |     |
| Taitō      | PL  | Ind | PL  | PL  | Sumida      | PL  | PL  | PDP | PSJ |
| Taitō      | PL  |     |     |     | Sumida      | PL  |     |     |     |
| Kōtō       | PSJ | PL  | PL  |     |             |     |     |     |     |
| Shinagawa  | PL  | PL  | PL  | PL  | Meguro      | PL  | PL  | PL  | PSJ |
| Shinagawa  | PL  |     |     |     |             |     |     |     |     |
| Ōta        | PSJ | PL  | PL  | PL  | Setagaya    | PSJ | PL  | PL  | PL  |
| Ōta        | PL  | PCJ | PL  | PDP | Setagaya    | PSJ | PL  | PCJ | Ind |
| Shibuya    | PSJ | PL  | PL  |     | Nakano      | Ind | PL  | PL  | Ind |
| Suginami   | PL  | PL  | Ind | PSJ | Toshima     | PL  | PSJ | Ind | PL  |
| Suginami   | Ind | PDP |     |     |             |     |     |     |     |
| Kita       | Ind | PDP | PL  | PL  | Arakawa     | PL  | PDP | PDP | PL  |
| Kita       | PSJ |     |     |     |             |     |     |     |     |
| Itabashi   | PL  | PSJ | PSJ | Ind | Nerima      | PL  | PL  |     |     |
| Adachi     | PSJ | PL  | PDP | Ind | Katsushika  | PSJ | PL  | PL  | Ind |
| Adachi     | PL  |     |     |     | Katsushika  | Ind |     |     |     |
| Edogawa    | PL  | PSJ | PSJ | PL  | Hachiōji    | PL  | PL  |     |     |
| Tachikawa  | PL  |     |     |     | Musashino   | Ind |     |     |     |
| Mitaka     | Ind |     |     |     | Ōme         | Ind |     |     |     |
| Kita-Tama  | Ind | Ind | PL  | Ind | Minami-Tama | PL  | Ind | PL  |     |
| Kita-Tama  | PL  | PL  |     |     |             |     |     |     |     |
| Nishi-Tama | PDP | PSJ |     |     | Illes       | PL  |     |     |     |